# Arctische rog
De arctische rog (Amblyraja hyperborea) is een vissensoort uit de familie van de Rajidae. De wetenschappelijke naam van de soort is voor het eerst geldig gepubliceerd in 1879 door Collett.